# Electric Graffiti
Electric Graffiti är ett studioalbum av Janne Schaffer från 1988.

## Låtlista
1. Berzelii park
2. Ellips
3. Tyst vår
4. Pipeline
5. Via danieli
6. Vid vågens väg
7. Indigo
8. Electric graffiti
9. Tid